# ساکس (پروتکل)
ساکس (به انگلیسی: SOCKS) یک پروتکل اینترنت است که بسته‌های شبکه را بین کلاینت و سرور به وسیله پراکسی سرور انتقال می‌دهد. SOCKS5 همچنین امکان اصالت‌سنجی کاربران را نیز ارائه می‌کند تا تنها کاربران شناسایی شده بتوانند از سرویس استفاده کنند.
ساکس در لایه پنجم (لایه نشست) مدل OSI کار می‌کند و هر برنامهٔ کاربردی که به عنوان ساکس سرور تنظیم شده‌است می‌تواند این سرویس را بر روی یکی از درگاه‌های آزاد موجود در سرور ارائه دهد.